# 東野治之
東野 治之（とうの はるゆき、1946年12月20日 - ）は、日本の歴史学者。専攻は日本古代史、文化財史料学。大阪大学名誉教授。奈良大学名誉教授。教授。東京国立博物館客員研究員。日本学士院会員。博士（文学）（東京大学）。紫綬褒章受章。

## 経歴
1946年、兵庫県西宮市で生まれた。甲陽学院中学校・高等学校を卒業(46回卒業生)。甲陽学院中学時代からすでに漢文に親しみ、白文で読むことができたという。大阪市立大学文学部に進学し、1969年に卒業。同大学大学院文学研究科国史学専攻に進み、1971年に修士課程を修了した。
1970年から奈良文化財研究所文部技官として勤務。その後、奈良大学助教授に転じた。1982年、大阪大学教養部助教授に就任。1994年、同文学部教授に昇格。1993年、学位論文『日本古代木簡の研究』を東京大学に提出して文学博士の学位を取得。1999年、奈良大学文学部文化財学科教授となった。学界では、2010年に日本学士院会員に選出された。2017年に奈良大学を定年退職し、名誉教授となった。

## 受賞・叙勲歴
- 1988年 - 「アジア的視点にたつ古代日本文化の研究」で、第1回浜田青陵賞[1]
- 2005年 - 『日本古代金石文の研究』で、第27回角川源義賞
- 2008年 - 『遣唐使』で、第62回毎日出版文化賞（人文･社会部門）[1]
- 2010年秋 - 紫綬褒章[1]
- 2017年秋 - 文化功労者
- 2020年秋 - 瑞宝重光章[7][8]

## 研究内容・業績
専門は日本古代史で、7～8世紀（飛鳥・奈良時代）のころを主な研究対象の時代としている。奈良文化財研究所で木簡の研究にあたったことからも出土文献資料や古代遺跡に関連する著作も多い。専門のほかに論文「日記にみる藤原頼長の男色関係」のような視点の考察があり、これは五味文彦に先駆けるものである。

## 家族・親族
- 岳父：直木孝次郎は歴史学者で大阪市立大学名誉教授[9]。

## 著書

### 単著
- 『正倉院文書と木簡の研究』塙書房 1977
- 『日本古代木簡の研究』塙書房 1983
  - オンデマンド版 2009年
- 『木簡が語る日本の古代』岩波新書 1983
  - 岩波同時代ライブラリー 1997年
- 『遣唐使と正倉院』岩波書店 1992
- 『書の古代史』岩波書店 1994
  - 新装版「岩波人文書セレクション」 2010年
- 『長屋王木簡の研究』塙書房 1996
  - オンデマンド版 2010年
- 『貨幣の日本史』朝日選書 1997
- 『正倉院』岩波新書 1998
- 『遣唐使船 東アジアのなかで』朝日選書 1999
- 『日本古代金石文の研究』岩波書店 2004
- 『日本古代史料学』岩波書店 2005
- 『遣唐使』岩波新書 2007
- 『鑑真』岩波新書 2009
- 『大和古寺の研究』塙書房 2011
- 『史料学探訪』岩波書店 2015
- 『史料学遍歴』雄山閣 2017
- 『聖徳太子　ほんとうの姿を求めて』岩波ジュニア新書 2017
- 『聖徳太子と法隆寺』岩波書店 2023[10]
- 『史料学散策』雄山閣 2023

### 共著・編著
- 『よみがえる古代の碑』歴史民俗博物館振興会「歴博ブックレット」 1999
- 『遊仙窟：金剛寺本』塙書房 2000
- 『考古学の学際的研究』岸和田市・岸和田市教育委員会 2001
- 『古代多胡碑と東アジア』佐藤信共編、山川出版社 2005
- 『平城京の謎』、『飛鳥と斑鳩　道で結ばれた宮と寺』ナカニシヤ出版「奈良大ブックレット」 2013
- 『上宮聖徳法王帝説』校注、岩波文庫 2013

### 図録
- 大阪市立博物館「聖徳太子展」
- 東京国立博物館「国宝 薬師寺展」
- 奈良国立博物館「国宝 鑑真和上展」